# Badnerlied

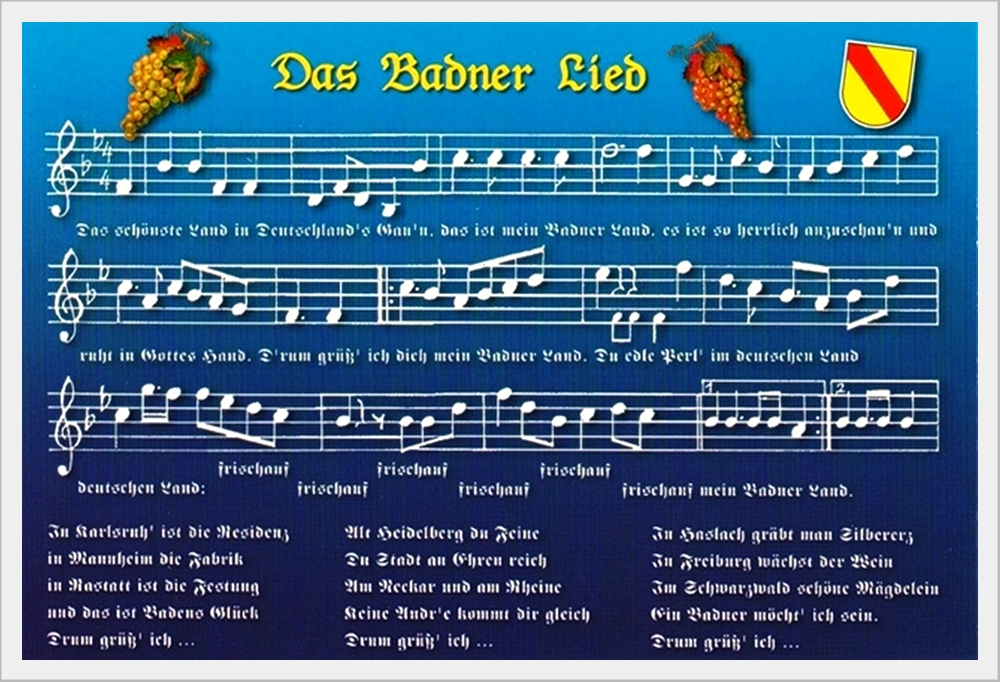
Text und Noten des Badenerliedes

Das Badnerlied ist die Regionalhymne der südwestdeutschen Region Baden. Sie wird zum Teil als „inoffizielle Landeshymne Badens“ bezeichnet.

## Entstehung
Das Lied wurde vermutlich um 1865 aus einem heute weitgehend vergessenen Sachsenlied umgedichtet. Anhaltspunkte für die Datierung des Badnerlieds sind die Passagen über die Festung Rastatt, mit deren Bau 1842/1843 begonnen wurde. Die Festung Rastatt spielte in der Revolution 1848/1849 eine Rolle, dadurch, dass 1849 badisches Militär der Festungsgarnison meuterte und sich gemeinsam mit der Bürgerwehr der demokratisch gewählten Regierung unterstellte. Diese heute gerne herausgestrichene Episode dürfte allerdings nicht mit „Badens Glück“ gemeint sein, sondern eher die mit prachtvollen Uniformen ausgeführten Militärparaden zwischen 1860 und 1870.
Ein weiterer Hinweis auf die Entstehungszeit nach 1870 ist die Erwähnung der Industrialisierung Mannheims, u. a. durch die 1865 gegründete Badische Anilin- und Sodafabrik (BASF). Die Strophe Alt-Heidelberg, Du feine …. wurde aus dem Trompeter von Säckingen des badischen Schriftstellers Joseph Victor von Scheffel (geschrieben bereits 1852 oder 1854) hinzugefügt.
Die früheste bekannte Druckfassung des Badnerlieds mit seinen fünf Grundstrophen findet sich in Marschlieder des 5. Badisches Infanterie-Regiment Nr. 113 von Karl Pecher aus dem Jahr 1906. Eine noch ältere, aber knappere Version wurde im Frühjahr 2012 bei den Vorbereitungen für das 900-Jahr Jubiläum des Landes Baden im Wehrgeschichtlichen Museum Rastatt gefunden. In einem Liederheft für den Pioniertag im Juni 1896 in Heidelberg ist eine Version mit den heutigen Strophen 1, 3 und 5 abgedruckt.

## Bedeutung
Die Hymne des Großherzogtums Baden war die Fürstenhymne Heil unserm Fürsten Heil. In den 1920er Jahren gab es Überlegungen, das Badnerlied zu einer offiziellen Landeshymne zu machen; sie wurden jedoch nicht ausgeführt. Eine Renaissance erfuhr das Lied in den 1950er Jahren trotz der Vereinigung der alten Länder zum Bundesland Baden-Württemberg.
Das Badnerlied wird bei vielen Anlässen gespielt, beispielsweise bei den Heimspielen badischer Fußballvereine wie dem Karlsruher SC, dem SC Freiburg und der TSG 1899 Hoffenheim, sowie auch bei Heimspielen des Handballclubs Rhein-Neckar Löwen und der Eissportvereine EHC Freiburg und den Baden Rhinos aus Hügelsheim. In einigen Teilen Badens genießt es bei offiziellen Festakten wie Einweihungen einen quasi offiziellen Status. So wurde das Badnerlied auch gespielt, als beim NATO-Gipfel 2009 in Kehl, Baden-Baden und Straßburg die Staats- und Regierungschefs der NATO-Staaten über die Passerelle des deux Rives Deutschland in Richtung Frankreich verließen.
Die Reihenfolge der Strophen unterscheidet sich dabei je nach geographischer Lage (Nord- oder Südbaden). So wird die mit In Karlsruh’ steht die Residenz beginnende Strophe je nachdem mit der Strophe In Haslach gräbt man Silbererz vertauscht. Weiterhin gibt es auch kleine Variationen im Text. So wird an manchen Stellen häufig steht statt ist verwendet, beispielsweise bei In Rastatt ist die Festung, das dann In Rastatt steht die Festung lautet.
Es wurden und werden auch viele neue Strophen hinzugedichtet. Besonders beliebt sind idealisierende und einzelne Regionen oder Städte besingende Strophen, aber auch Schwaben verunglimpfende Textzeilen (statt „...frisch auf, frisch auf...“ „...der Schwob muss raus... [aus dem Badner Land]“).
Die Badische Staatsbrauerei Rothaus hat eine eigene Fassung, bei der die Textzeile In Rastatt ist die Festung durch In Rothaus ist die Brauerei ersetzt worden ist. Diese Fassung wird teilweise bei Fußballspielen verwendet, die von dieser Brauerei gesponsert werden. Beim SC Freiburg konnte sich diese Fassung nicht durchsetzen und auch beim KSC ist lediglich der Text auf der Videowand zu sehen, nicht jedoch im abgespielten Lied zu hören.
Bei einer nach den Landesteilen Baden und Württemberg getrennt ausgezählten Hitparade des Radiosenders SWR1 im Jahr 2005 wurde das Badnerlied von den Badenern auf Platz 9 gewählt. Bei einer regionalen Auswertung stellte sich heraus, dass es bei den Konstanzern Platz 3 und in Mosbach den ersten Platz erreicht hatte, wofür die Mosbacher vom Bund Freiheit statt Baden-Württemberg zu den „Badenern des Jahres 2006“ gekürt wurden.
Bei der SWR1 Hitparade 2022 wurde das Badnerlied bei der gemeinsamen Auszählung auf Platz 14 gewählt. Es wurde dabei erstmals vom Badischen Bürgermeisterchor gesungen, die Jahre davor wurde es vom Montanara-Chor gesungen.

## Text

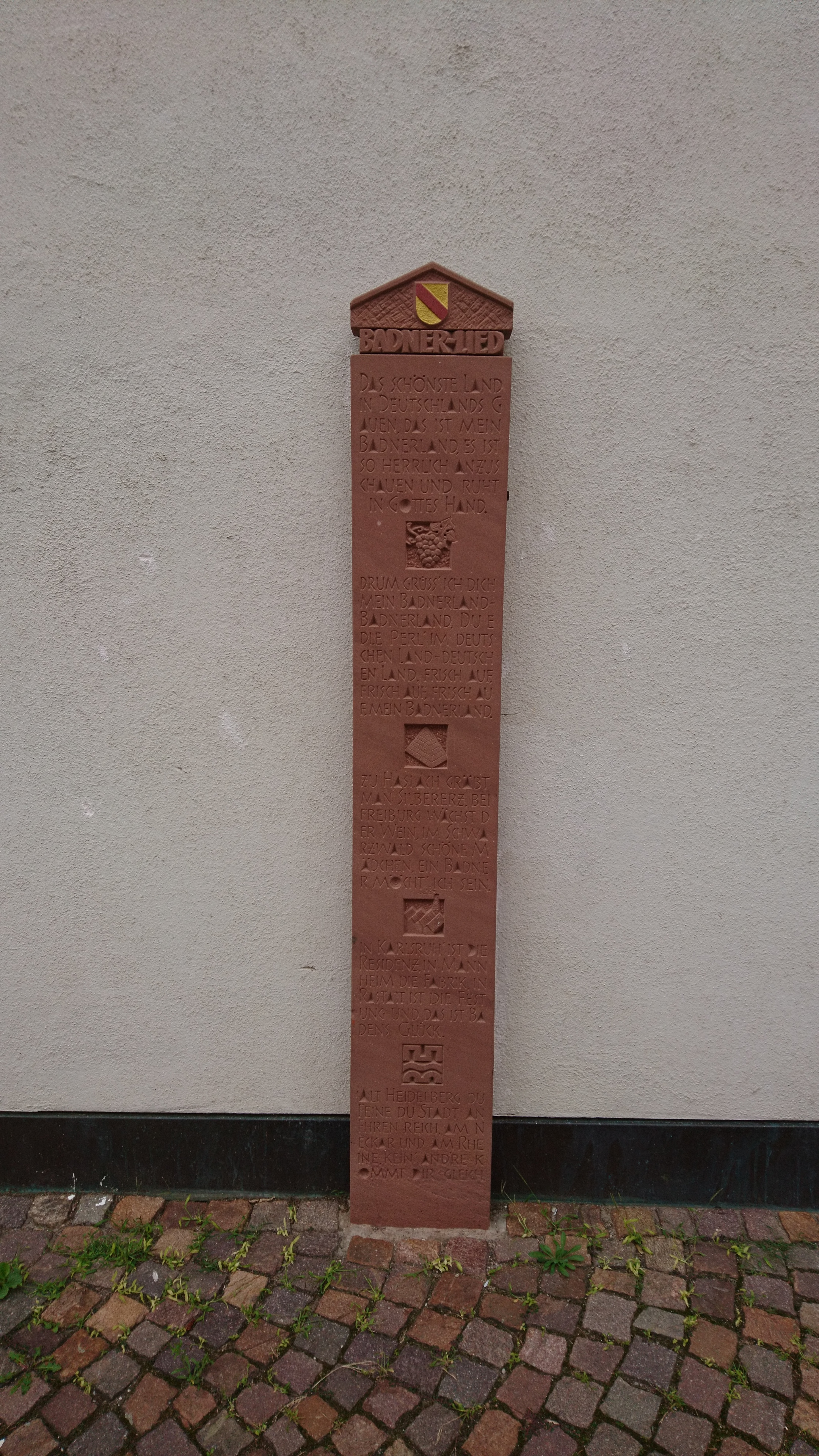
Stele auf das Badnerlied

Das schönste Land in Deutschlands Gau’n,

das ist mein Badnerland.

Es ist so herrlich anzuschaun

und ruht in Gottes Hand.

Refrain:

Drum grüß ich dich mein Badnerland,

du edle Perl’ im deutschen Land, deutschen Land.

Frisch auf, frisch auf, frisch auf, frisch auf,

frisch auf, frisch auf mein Badnerland.

Zu Haslach gräbt man Silbererz,

bei Freiburg wächst der Wein,

im Schwarzwald schöne Mädchen,

ein Badner möcht’ ich sein.

Drum grüß ich dich …

Zu Karlsruh’ ist die Residenz,

in Mannheim die Fabrik.

In Rastatt ist die Festung,

und das ist Badens Glück.

Drum grüß ich dich …

Alt Heidelberg, du feine,

du Stadt an Ehren reich,

am Neckar und am Rheine,

kein’ and’re kommt dir gleich.

Drum grüß ich dich …

Der Bauer und der Edelmann,

das stolze Militär

die schau’n einander freundlich an,

und das ist Badens Ehr.

Drum grüß ich dich …

## Hoch Badnerland-Marsch
Anfang der 1930er Jahre komponierte Emil Dörle den Marsch Hoch Badnerland, dessen Schlusstrio das Badnerlied bildet und welcher heute zum Standardrepertoire vieler badischer Blaskapellen gehört, aber auch von Berufsorchestern dargeboten wird. Dieser Marsch ist Dörles populärstes Werk, das unter anderem wegen Qualitätsmängel hinsichtlich Besetzung und vor allem der zeitgenössischen Aufführungspraxis in Kritik steht. Besonders in der Zeit zwischen 1982 und 2002, in der Rolf Böhme Oberbürgermeister von Freiburg war, hat die Blaskapelle der Freiburger Verkehrs AG bei offiziellen Empfängen und Veranstaltungen den Marsch geblasen und seither singt das Publikum beim Einsetzen des Trios nicht nur in Freiburg die meist weniger bekannten Verse mit, nachdem vorher heftig in die Hände geklatscht wird. Zum Teil wird das Abspielen des Liedes vom Publikum im Stehen und mit der Hand auf dem Herzen begleitet.